# Atranus pubescens
Atranus pubescens är en skalbaggsart som beskrevs av Pierre François Marie Auguste Dejean. Atranus pubescens ingår i släktet Atranus och familjen jordlöpare. Inga underarter finns listade i Catalogue of Life.